# 퍼눌룰루 국립공원
퍼눌룰루 국립공원(영어: Purnululu National Park)은 오스트레일리아 웨스턴오스트레일리아주 동부 킴벌리 지역에 위치한 국립공원이다. 원주민 말로 사암을 의미하는 벙글 벙글(Bungle Bungle)이라는 기암이 세계문화유산에 등록되어 있다.

## 같이 보기
- 게이키에 협곡